# Poço Dantas
Poço Dantas là một đô thị thuộc bang Paraíba, Brasil. Đô thị này có diện tích 97,249 km², dân số năm 2007 là 4159 người, mật độ 42,8 người/km².